# Коробейниково (Шипуновский район)
Коробейниково — село в Шипуновском районе Алтайского края России.

## Географическое положение и природные условия
Село Коробейниково расположено юго-западнее озера Зеркального.

Коробейниково

## История
Коробейниково основано в 1785 году. Хронологические варианты: Нечунаевка, Нечунаевские заимки. Оба названия антропоморфного происхождения и какое-то время употреблялись параллельно. «Все Нечунаевы жили на заимке, а потом назвали Коробейниково» (Дмитриева Л. Ойкономический словарь Алтая. 2001 г.) По данным переписи населения 1859 года в деревне Коробейниковой (другое название — Нечунайка) проживало 196 человек (99—мужчины, 97—женщины) в 31 крестьянском дворе.
Количество жителей в Коробейниковой (Нечунайке) к 1893 году значительно выросло, благодаря переселенцам из западной части Российской империи, получившим разрешение местного сельского общества на поселение. По переписи в деревне проживало 455 человек (218—мужчины, 237—женщины) в 102 дворах.
Приток переселенцев возрастал и уже в 1899 году количество населения в деревне Коробейниковой Боровской волости Барнаульского уезда Томской губернии достигло 915 человек (467—мужчины, 448—женщины), проживавших в 150 дворах. На тот период действовала подготовительная школа и работала мануфактурная лавка. По списку населённых мест Томской губернии за 1911 год в селе Коробейниково Боровской волости было 378 дворов. Число наличных душ мужского пола 1224, женского пола 1230. Имелась церковь, подготовительная школа, три мануфактурных лавки. В списке населённых мест Сибирского уезда за 1928 г. в селе Коробейниково 405 дворов. Число жителей мужского пола 1013, женского пола 1008 человек. Имелся Сельский Совет, школа, Народный дом, изба читальня, библиотека, мельница.

Коробейниково. Памятник борцам за Советскую власть

## Население
| 1926 | 1997 | 1998 | 1999 | 2000 | 2001 |
| ---- | ---- | ---- | ---- | ---- | ---- |
| 2111 | ↘433 | ↘421 | ↘399 | ↘393 | ↘388 |
| 2002 | 2003 | 2004 | 2005 | 2006 | 2007 |
| ↘378 | ↘358 | ↘356 | ↘338 | ↘331 | ↘324 |
| 2008 | 2009 | 2010 | 2011 | 2012 | 2013 |
| ↘319 | ↘296 | ↘279 | →279 | ↘269 | ↘267 |

## Известные уроженцы, жители
- Кривощёков, Леонид Данилович (1922—2003) — советский поэт-фронтовик. Участник Великой Отечественной войны.

## Инфраструктура
Личное подсобное хозяйство с зоной сельскохозяйственного использования, индивидуальная застройка усадебного типа.
Основа экономики — сельское хозяйство.
Коробейниковская СОШ — филиал МКОУ Родинская СОШ

## Транспорт
Остановка общественного транспорта «Коробейниково».